# Volksabstimmungen in der Schweiz 1969
Dieser Artikel bietet eine Übersicht der Volksabstimmungen in der Schweiz im Jahr 1969.
In der Schweiz fanden auf Bundesebene zwei Volksabstimmungen statt, im Rahmen zweier Urnengänge am 1. Juni und 14. September. Dabei handelte es sich um ein fakultatives Referendum und ein obligatorisches Referendum.

## Abstimmung am 1. Juni 1969

### Ergebnis
| Nr. | Vorlage                                                                           | Art | Stimm- berechtigte | Abgegebene Stimmen | Beteiligung | Gültige Stimmen | Ja      | Nein    | Ja-Anteil | Nein-Anteil | Stände | Ergebnis |
| --- | --------------------------------------------------------------------------------- | --- | ------------------ | ------------------ | ----------- | --------------- | ------- | ------- | --------- | ----------- | ------ | -------- |
| 217 | Bundesgesetz vom 4. Oktober 1968 über die Eidgenössischen Technischen Hochschulen | FR  | 1'623'226          | 550'592            | 33,91 %     | 521'313         | 179'765 | 341'548 | 34,48 %   | 65,52 %     | –      | nein     |

### ETH-Gesetz
Immer deutlicher zeichnete sich in den 1960er Jahren ab, dass der Kanton Waadt nicht über genügend finanzielle Mittel besass, um neben der Universität Lausanne auch die stetig wachsende technische Fakultät École polytechnique de l’Université de Lausanne (EPUL) betreiben zu können. 1966 stellte der Waadtländer Staatsrat ein Gesuch um Übernahme der EPUL durch den Bund. Der Bundesrat war einverstanden und legte neben der Übernahmevereinbarung auch ein minimal geändertes Hochschulgesetz vor, die beide vom Parlament ohne Gegenstimme angenommen wurden. Studenten der ETH Zürich kritisierten das als unzeitgemäss empfundene Gesetz, das beispielsweise für Vertreter der Studentenschaft kein Mitbestimmungsrecht vorsah. Aus diesem Grund ergriffen die Studentenorganisationen mehrerer Hochschulen und der Verband der Schweizer Studentenschaften das Referendum. Ihre Kritik richtete sich vor allem gegen den fehlenden Modellcharakter des Gesetzes, das die Hochschulen zu einem Dienstzweig der Bundesverwaltung ohne Autonomie mache. Knapp zwei Drittel der Stimmberechtigten lehnten das Gesetz ab, wobei es nur in den Kantonen Waadt und Neuenburg eine Ja-Mehrheit gab. Der Übernahmevertrag war davon nicht betroffen, sodass die EPUL noch im selben Jahr in die École polytechnique fédérale de Lausanne (EPFL) umgewandelt wurde. Die Auseinandersetzung um die rechtliche Stellung von ETH und EPFL endete hingegen erst 1992 mit einem neuen Hochschulgesetz.

## Abstimmung am 14. September 1969

### Ergebnis
| Nr. | Vorlage | Art | Stimm- berechtigte | Abgegebene Stimmen | Beteiligung | Gültige Stimmen | Ja      | Nein    | Ja-Anteil | Nein-Anteil | Stände | Ergebnis |
| --- | --- | --- | ------------------ | ------------------ | ----------- | --------------- | ------- | ------- | --------- | ----------- | ------ | -------- |
| 218 | Bundesbeschluss vom 21. März 1969 über die Ergänzung der Bundesverfassung durch die Artikel 22ter und 22quater (Verfassungsrechtliche Ordnung des Bodenrechts) | OR  | 1'626'593          | 535'830            | 32,93 %     | 511'818         | 286'282 | 225'536 | 55,93 %   | 44,07 %     | 19½:2½ | ja       |

### Bodenrecht
Einen Monat nach der Ablehnung einer SP-Volksinitiative zum Thema Bodenspekulation und Raumplanung präsentierte der Bundesrat dem Parlament einen eigenen Entwurf, den er schon zuvor versprochen hatte. Da er sich kaum von der Initiative unterschied, wurde Kritik laut, dass die föderalistischen Bedenken zu wenig berücksichtigt worden seien. Erst nach 18 Monaten Beratung konnten sich beide Räte auf eine Kompromisslösung verständigen. Die Bundesverfassung sollte neu die Bedingungen für eine Enteignung oder Eigentumsbeschränkung definieren. Ausserdem erhielt der Bund den Auftrag, Grundsätze der Raumplanung für eine zweckmässige Nutzung des Bodens und geordnete Besiedlung des Landes zu schaffen. Diese sollten dann von den Kantonen umgesetzt und vollzogen werden. Alle Bundesratsparteien und Wirtschaftsverbände unterstützten die Vorlage, denn sie sahen darin eine geeignete Verfassungsgrundlage, um die Spekulation, die landwirtschaftliche Bodennot, die geringe Besitzstreuung in Zentren und die Zersiedelung zu bekämpfen. Den Gegnern (allen voran LdU, Liberalsozialisten und einzelne SP-Kantonalparteien) ging die vorgeschlagene Lösung zu wenig weit. Eine wirksame Raumplanung sei damit nicht möglich und auch die volle Entschädigung von Eigentumsbeschränkungen sei nicht angebracht. Bei sehr tiefer Beteiligung nahm eine Mehrheit der Abstimmenden die Vorlage an, Nein-Mehrheiten resultierten nur in den Kantonen Aargau, Obwalden und Schwyz.